# Rhododendron kongboense
Rhododendron kongboense är en ljungväxtart som beskrevs av L. Rothschild. Rhododendron kongboense ingår i släktet rododendron, och familjen ljungväxter. Inga underarter finns listade i Catalogue of Life.